# Epirhyssa latimandibularis
Epirhyssa latimandibularis är en stekelart som först beskrevs av Hu och Wang 1994.  Epirhyssa latimandibularis ingår i släktet Epirhyssa och familjen brokparasitsteklar. Inga underarter finns listade i Catalogue of Life.